# Be'er Ora
Be'er Ora (hebrejsky בְּאֵר אוֹרָה‎, v oficiálním přepisu do angličtiny Be'er Ora) je vesnice typu společná osada (jišuv kehilati) v Izraeli, v Jižním distriktu, v Oblastní radě Chevel Ejlot.

## Geografie
Leží v nadmořské výšce 136 metrů v jižní části údolí vádí al-Araba, do kterého zde ústí vádí Nachal Ora, cca 143 kilometrů od jižního břehu Mrtvého moře. Západně od obce se prudce zvedá aridní oblast pouště Negev.
Obec se nachází 190 kilometrů od břehu Středozemního moře, cca 262 kilometrů jihovýchodně od centra Tel Avivu, cca 230 kilometrů jihojihozápadně od historického jádra Jeruzalému a 17 kilometrů severoseverovýchodně od města Ejlat. Be'er Ora obývají Židé, přičemž osídlení v tomto regionu je etnicky převážně židovské. Obec je jen 2 kilometry vzdálena od mezinárodní hranice mezi Izraelem a Jordánskem.
Be'er Ora je na dopravní síť napojen pomocí dálnice číslo 90. Východně od obce vyrůstá Ramonovo mezinárodní letiště.

## Dějiny

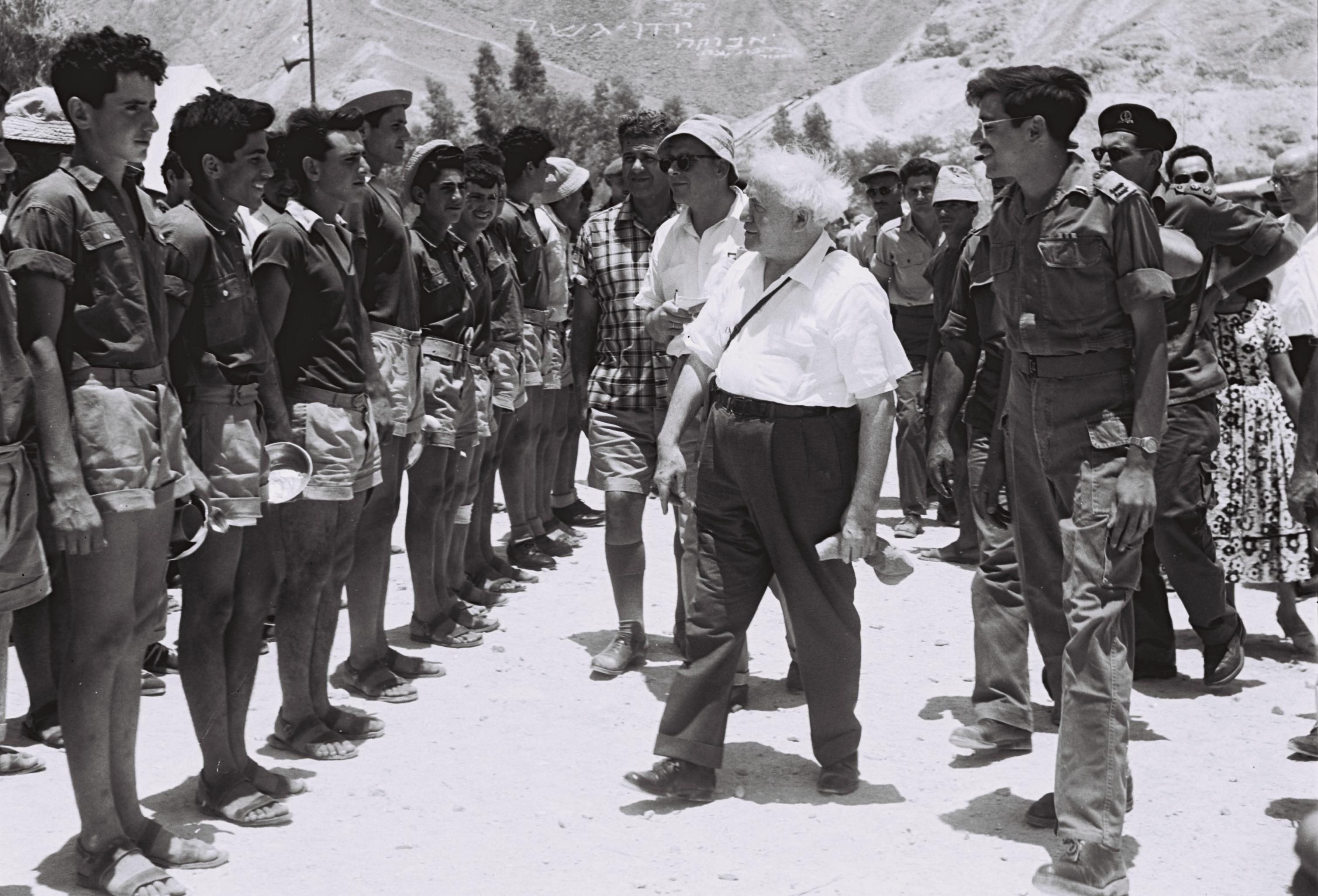
Izraelský premiér David ben Gurion na návštěvě v táboře organizace Gadna v Be'er Ora

Be'er Ora byl založen v roce 1950. Tehdy ovšem šlo o výcvikový tábor mládežnické organizace Gadna bez trvalého osídlení. Původní arabský místní název této lokality je Bir Chindis. Po roce 1949 zde byla studna, která zpočátku zásobovala město Ejlat vodou.
Současná vesnice zde vznikla až počátkem 21. století. Slavnostní položení základního kamene se odehrálo 15. května 2001. Zřízení civilního sídla v této lokalitě umožnilo již rozhodnutí izraelské vlády ze 14. srpna 1989. Výhledově zde je kapacita pro 875 (podle jiného zdroje 600) domů. Předpokládá se tu zbudování sportovních areálů, hotelových kapacit, úpravny na odsolování vody a kanalizace. Obce je jednotně řešena jako kompaktní soubor architektury přizpůsobené pouštnímu klimatu.

## Demografie
Podle údajů z roku 2014 tvořili naprostou většinu obyvatel v Be'er Ora Židé (včetně statistické kategorie "ostatní", která zahrnuje nearabské obyvatele židovského původu ale bez formální příslušnosti k židovskému náboženství).
Jde o menší obec vesnického typu. Podle údajů z internetových stránek z roku 2010 zde bylo uváděno 20 žijících rodin. K 31. prosinci 2013 zde žilo již 525 lidí. Během roku 2013 populace stoupla o 33,2 %. Ještě v roce 2008 oficiální vládní statistické výkazy evidovaly Be'er Ora jako pouhé „místo“ (makom) nikoliv obec.
| Rok            | 2009 | 2010 | 2011 | 2012 | 2013 | 2014 |
| -------------- | ---- | ---- | ---- | ---- | ---- | ---- |
| Počet obyvatel | 143  | 212  | 299  | 350  | 394  | 525  |